# 彭寿
彭寿（1960年8月—），男，汉族，安徽桐城人，中华人民共和国无机非金属材料专家、政治人物，中国共产党党员，中国工程院院士，第十二届全国人民代表大会安徽地区代表。
毕业于武汉理工大学企业管理专业。2013年，担任全国人大代表。2018年2月24日，当选为第十三届全国人大代表。